# Nomada autumnalis
Nomada autumnalis är en biart som beskrevs av Mitchell 1962. Nomada autumnalis ingår i släktet gökbin, och familjen långtungebin. Inga underarter finns listade i Catalogue of Life.